# Victor Moscoso
Victor Moscoso (Vilaboa, La Coruña, 28 de julio de 1936), es un artista nacido en España y formado en Estados Unidos, conocido por el diseño de carteles de rock psicodélico, publicidad y por la producción de cómics underground en San Francisco (California) durante las décadas de los años 60 y 70. Fue el primero de los cartelistas de la época que utilizó collages fotográficos en sus obras.

## Biografía
Nacido en una pequeña localidad cerca de La Coruña, en España, Moscoso pasó su infancia en Oleiros. En 1940, con tres años de edad, viajó con su familia a Nueva York, donde creció y se formó en Bellas artes en la Cooper Union y en la universidad de Yale, donde fue alumno del profesor de la Bauhaus, Josef Albers.
En 1959 se mudó a San Francisco, graduándose en el Instituto de Arte de San Francisco (SFAI), donde posteriormente impartió clases durante un periodo de cinco años.

### Éxito profesional
El éxito profesional le llega a través de la creación de pósteres para conciertos de rock psicodélico promovidos en las salas y clubes de baile de San Francisco. Los carteles para la promotora de conciertos Family Dog en la sala Avallon, y los que diseño en llamativos tonos neón rosa para la sala Matrix llamaron la atención internacional durante el Verano del Amor de 1967.
Para Moscoso, realizar aquellos innovadores carteles supuso dejar de lado su formación académica y aprender de lo que se estaba haciendo en la calle, mezclando nuevas tipografías, difíciles de leer, con colores estridentes que llamasen la atención.

### Rock y cómics
Además del diseño de carteles, Moscoso también ha elaborado carpetas para álbumes de músicos como Jerry Garcia, Bob Weir, Herbie Hancock, Jed Davis y David Grisman.
En 1968 comenzó a realizar cómics underground, participando en publicaciones como Yellow Dog, Jiz Comics, Snatch Comics, El Perfecto Comics y Zap Comix, esta última revista, especialmente notable, y en la que colaboró en todos sus números desde 1968 hasta el número final publicado en 2014.
En 1977, Moscoso diseñó el logotipo de la estación de radio KMEL : un camello con auriculares. Moscoso también ha diseñado camisetas, vallas publicitarias y animaciones para estaciones de radio, por lo que recibió dos premios Clio. Además, recibió un premio Inkpot en 1979. También recibió una medalla AIGA en 2018.
Algunas de sus obras forman parte de las colecciones permanentes del Louvre en París, MOMA de Nueva York, la Biblioteca del Congreso de Estados Unidos en Washington D. C.  o el Victoria & Albert Museum de Londres.